# UEFA Champions League 1992-1993
La UEFA Champions League 1992-1993 fu la 38ª edizione del massimo torneo continentale, la prima con la nuova denominazione, disputata tra il 19 agosto 1992 e il 26 maggio 1993 e conclusa con la vittoria dell'Olympique Marsiglia, prima squadra francese a iscrivere il suo nome nell'albo d'oro.
Dopo la vittoria vennero mosse delle accuse contro l'Olympique Marsiglia e il suo presidente Bernard Tapie, per aver truccato una partita del massimo campionato francese contro il Valenciennes (l'Affaire VA-OM). Alcuni tesserati marsigliesi corruppero due calciatori del Valenciennes per vincere l'incontro e il campionato francese in anticipo, in modo da risparmiare energie in vista della finale contro il Milan. Ciò provocò la revoca del titolo nazionale all'Olympique Marsiglia da parte della Federazione Calcistica Francese e la retrocessione in Ligue 2 per la stagione successiva, motivo per cui la squadra non poté difendere il titolo europeo nell'edizione successiva del torneo.
L'esclusione riguardò anche la Supercoppa europea e la Coppa Intercontinentale, in entrambi i casi giocate dal Milan finalista.
Ci furono ulteriori accuse di corruzione e di doping che in realtà non vennero mai accertate dalla UEFA.

## Formula
Poiché, a seguito della dissoluzione dell'Unione Sovietica e della Jugoslavia, ci furono un maggior numero di nazioni che avevano titolo a iscrivere alla competizione le squadre vincitrici dei rispettivi campionati nazionali, venne disputato un turno preliminare che eliminò quattro delle 36 aventi diritto ad entrare nella Coppa.
La formula della precedente edizione della manifestazione, in cui le otto squadre qualificate dagli ottavi venivano suddivise in due gruppi (fase Champions League) le cui vincitrici disputavano la finale, risultò un successo e venne confermata. La Champions League nell'edizione precedente era, come detto, una specifica fase all'interno della Coppa dei Campioni, fase che veniva a sostituire i quarti di finale e le semifinali della classica formula del torneo; da quest'edizione la nuova denominazione andò invece a indicare l'intera manifestazione. I primi turni eliminatori e la finale continuavano ad essere strutturati nel metodo tradizionale. La Champions League fu dotata di un logo consistente in otto stelle, simboleggianti le otto partecipanti alla competizione, disposte in modo da formare un pallone da calcio (e tale rimarrà anche dopo l'allargamento). Fu ugualmente composto un inno ufficiale da Tony Britten, basato sulla rielaborazione delle musiche di Zadok the Priest di Georg Friedrich Händel, mentre a livello televisivo, i diritti per la trasmissione delle partite furono centralizzati dall'UEFA e aggiudicati al miglior offerente.

## Date
| Fase             | Turno             | Andata            | Ritorno                     |
| ---------------- | ----------------- | ----------------- | --------------------------- |
| Eliminatorie     | Turno preliminare | 19 agosto 1992    | 2 settembre 1992            |
| Eliminatorie     | Primo turno       | 16 settembre 1992 | 30 settembre-9 ottobre 1992 |
| Eliminatorie     | Secondo turno     | 21 ottobre 1992   | 4 novembre 1992             |
| Champions League | Prima giornata    | 25 novembre 1992  | 25 novembre 1992            |
| Champions League | Seconda giornata  | 9 dicembre 1992   | 9 dicembre 1992             |
| Champions League | Terza giornata    | 3 marzo 1993      | 3 marzo 1993                |
| Champions League | Quarta giornata   | 17 marzo 1993     | 17 marzo 1993               |
| Champions League | Quinta giornata   | 7 aprile 1993     | 7 aprile 1993               |
| Champions League | Sesta giornata    | 21 aprile 1993    | 21 aprile 1993              |
| Finale           | Finale            | 26 maggio 1993    | 26 maggio 1993              |

## Ranking squadre partecipanti
Gli sconvolgimenti politici nell'Europa orientale cambiarono il quadro delle partecipanti, rendendo necessario d'ora in poi l'inserimento di turni preliminari. Definitivamente liquidata la Germania Est, quello che restava della Jugoslavia fu esclusa su ordine dell'ONU, e anche l'Albania si isolò per gli sconvolgimenti interni. Venne aggiunta la Slovenia, che era riuscita a rendersi indipendente pacificamente. La dissoluzione dell'Unione Sovietica comportò l'accesso dei tre Paesi baltici, e all'ultimo momento anche dell'Ucraina che aveva organizzato in fretta e furia un proprio mini campionato anche perché i posti nelle coppe europee dell'ultimo torneo sovietico erano finiti in maggioranza in mano russa. Vengono ammesse due ulteriori federazioni: quella delle Isole Faroe, che pur erano solo autonome riconoscendo loro un privilegio fino a quel momento riservato solo alle federazioni britanniche, e quella di Israele che in Asia era fonte di forti contrasti per le note cause di politica internazionale.
|    | Ranking squadre           | Punti |
| -- | ------------------------- | ----- |
| 1  | Olympique Marsiglia       | 3,116 |
| 2  | Milan                     | 3,052 |
| 3  | Barcellona                | 2,974 |
| 4  | Stoccarda                 | 2,710 |
| 5  | Club Bruges               | 2,594 |
| 6  | Porto                     | 2,476 |
| 7  | PSV                       | 2,412 |
| 8  | Lech Poznań               | 2,339 |
| 9  | Dinamo Bucarest           | 2,323 |
| 10 | Rangers Glasgow           | 2,287 |
| 11 | CSKA Mosca                | 2,116 |
| 12 | IFK Göteborg              | 2,080 |
| 13 | Austria Vienna            | 2,029 |
| 14 | Sion                      | 1,993 |
| 15 | AEK Atene                 | 1,974 |
| 16 | Slovan Bratislava         | 1,777 |
| 17 | CSKA Sofia                | 1,687 |
| 18 | Ferencváros               | 1,618 |
| 19 | Lyngby                    | 1,431 |
| 20 | Beşiktaş                  | 1,375 |
| 21 | Leeds Utd                 | 1,371 |
| 22 | Kuusysi                   | 1,160 |
| 23 | Glentoran                 | 0,833 |
| 24 | Žalgiris                  | 0,666 |
| 25 | Víkingur                  | 0,468 |
| 26 | Viking                    | 0,433 |
| 27 | APOEL                     | 0,352 |
| 28 | Union Luxembourg          | 0,291 |
| 29 | Shelbourne                | 0,269 |
| 30 | Valletta                  | 0,200 |
| 31 | sei squadre a pari merito | 0,000 |

## Partite

### Turno preliminare
| Squadra 1       | Totale | Squadra 2        | Andata | Ritorno |
| --------------- | ------ | ---------------- | ------ | ------- |
| Shelbourne      | 1 - 2  | Tavrija          | 0 - 0  | 1 - 2   |
| Valletta        | 1 - 3  | Maccabi Tel Aviv | 1 - 2  | 0 - 1   |
| KÍ Klaksvík     | 1 - 6  | Skonto Riga      | 1 - 3  | 0 - 3   |
| Olimpia Lubiana | 5 - 0  | Norma Tallinn    | 3 - 0  | 2 - 0   |

### Sedicesimi di finale
| Squadra 1         | Totale      | Squadra 2           | Andata | Ritorno     |
| ----------------- | ----------- | ------------------- | ------ | ----------- |
| IFK Göteborg      | 3 - 2       | Beşiktaş            | 2 - 0  | 1 - 2       |
| Lech Poznań       | 2 - 0       | Skonto Riga         | 2 - 0  | 0 - 0       |
| Rangers           | 3 - 0       | Lyngby              | 2 - 0  | 1 - 0       |
| Stoccarda         | 4 - 4       | Leeds Utd           | 3 - 0  | 1 - 4       |
| Slovan Bratislava | 4 - 1       | Ferencváros         | 4 - 1  | 0 - 0       |
| Milan             | 7 - 0       | Olimpia Lubiana     | 4 - 0  | 3 - 0       |
| Kuusysi           | 1 - 2       | Dinamo Bucarest     | 1 - 0  | 0 - 2 (dts) |
| Glentoran         | 0 - 8       | Olympique Marsiglia | 0 - 5  | 0 - 3       |
| Maccabi Tel Aviv  | 0 - 4       | Club Bruges         | 0 - 1  | 0 - 3       |
| Austria Vienna    | 5 - 4       | CSKA Sofia          | 3 - 1  | 2 - 3       |
| Sion              | 7 - 2       | Tavrija             | 4 - 1  | 3 - 1       |
| Union Luxembourg  | 1 - 9       | Porto               | 1 - 4  | 0 - 5       |
| AEK Atene         | 3 - 3 (gfc) | APOEL               | 1 - 1  | 2 - 2       |
| PSV               | 8 - 0       | Zalgiris Vilnius    | 6 - 0  | 2 - 0       |
| Víkingur          | 2 - 5       | CSKA Mosca          | 0 - 1  | 2 - 4       |
| Barcellona        | 1 - 0       | Viking              | 1 - 0  | 0 - 0       |

### Ottavi di finale
| Squadra 1         | Totale      | Squadra 2           | Andata | Ritorno |
| ----------------- | ----------- | ------------------- | ------ | ------- |
| IFK Göteborg      | 4 - 0       | Lech Poznań         | 1 - 0  | 3 - 0   |
| Rangers           | 4 - 2       | Leeds Utd           | 2 - 1  | 2 - 1   |
| Slovan Bratislava | 0 - 5       | Milan               | 0 - 1  | 0 - 4   |
| Dinamo Bucarest   | 0 - 2       | Olympique Marsiglia | 0 - 0  | 0 - 2   |
| Club Bruges       | 3 - 3 (gfc) | Austria Vienna      | 2 - 0  | 1 - 3   |
| Sion              | 2 - 6       | Porto               | 2 - 2  | 0 - 4   |
| AEK Atene         | 1 - 3       | PSV                 | 1 - 0  | 0 - 3   |
| CSKA Mosca        | 4 - 3       | Barcellona          | 1 - 1  | 3 - 2   |

### UEFA Champions League

#### Gruppo A
| Squadra             | P.ti | G | V | N | P | GF | GS | DR  |
| ------------------- | ---- | - | - | - | - | -- | -- | --- |
| Olympique Marsiglia | 9    | 6 | 3 | 3 | 0 | 14 | 4  | +10 |
| Rangers             | 8    | 6 | 2 | 4 | 0 | 7  | 5  | +2  |
| Club Bruges         | 5    | 6 | 2 | 1 | 3 | 5  | 8  | -3  |
| CSKA Mosca          | 2    | 6 | 0 | 2 | 4 | 2  | 11 | -9  |

| Prima giornata      |     |                     |
| Club Bruges         | 1–0 | CSKA Mosca          |
| Rangers             | 2–2 | Olympique Marsiglia |
| Seconda giornata    |     |                     |
| CSKA Mosca          | 0–1 | Rangers             |
| Olympique Marsiglia | 3–0 | Club Bruges         |
| Terza giornata      |     |                     |
| Club Bruges         | 1–1 | Rangers             |
| CSKA Mosca          | 1–1 | Olympique Marsiglia |
| Quarta giornata     |     |                     |
| Rangers             | 2–1 | Club Bruges         |
| Olympique Marsiglia | 6–0 | CSKA Mosca          |
| Quinta giornata     |     |                     |
| Olympique Marsiglia | 1–1 | Rangers             |
| CSKA Mosca          | 1–2 | Club Bruges         |
| Sesta giornata      |     |                     |
| Club Bruges         | 0–1 | Olympique Marsiglia |
| Rangers             | 0–0 | CSKA Mosca          |

#### Gruppo B
| Squadra      | P.ti | G | V | N | P | GF | GS | DR  |
| ------------ | ---- | - | - | - | - | -- | -- | --- |
| Milan        | 12   | 6 | 6 | 0 | 0 | 11 | 1  | +10 |
| IFK Göteborg | 6    | 6 | 3 | 0 | 3 | 7  | 8  | -1  |
| Porto        | 5    | 6 | 2 | 1 | 3 | 5  | 5  | 0   |
| PSV          | 1    | 6 | 0 | 1 | 5 | 4  | 13 | -9  |

| Prima giornata   |     |              |
| Porto            | 2–2 | PSV          |
| Milan            | 4–0 | IFK Göteborg |
| Seconda giornata |     |              |
| PSV              | 1–2 | Milan        |
| IFK Göteborg     | 1–0 | Porto        |
| Terza giornata   |     |              |
| Porto            | 0–1 | Milan        |
| PSV              | 1–3 | IFK Göteborg |
| Quarta giornata  |     |              |
| Milan            | 1–0 | Porto        |
| IFK Göteborg     | 3–0 | PSV          |
| Quinta giornata  |     |              |
| IFK Göteborg     | 0–1 | Milan        |
| PSV              | 0–1 | Porto        |
| Sesta giornata   |     |              |
| Milan            | 2–0 | PSV          |
| Porto            | 2–0 | IFK Göteborg |

#### Finale
| Arbitro: | Kurt Röthlisberger |

|          |           |  |
| Boli 43’ | Marcatori |  |

| Olympique Marsiglia | Milan |

| Olympique Marsiglia |    |                        |     |
|                     |    |                        |     |
| P                   | 1  | Fabien Barthez         |     |
| TD                  | 2  | Jocelyn Angloma        | 61' |
| TS                  | 3  | Éric Di Meco           |     |
| DC                  | 4  | Basile Boli            |     |
| CC                  | 5  | Franck Sauzée          |     |
| DC                  | 6  | Marcel Desailly        |     |
| CC                  | 7  | Jean-Jacques Eydelie   |     |
| AD                  | 8  | Alen Bokšić            |     |
| AT                  | 9  | Rudi Völler            | 78' |
| AS                  | 10 | Abedi Pelé             |     |
| CC                  | 11 | Didier Deschamps (C)   |     |
| A disposizione:     |    |                        |     |
| C                   | 12 | Jean-Christophe Thomas | 78' |
| D                   | 13 | Bernard Casoni         |     |
| C                   | 14 | Jean-Philippe Durand   | 61' |
| C                   | 15 | Jean-Marc Ferreri      |     |
| P                   | 16 | Pascal Olmeta          |     |
| Allenatore:         |    |                        |     |
| Raymond Goethals    |    |                        |     |

| P               | 1  | Sebastiano Rossi      |     |
| TD              | 2  | Mauro Tassotti        |     |
| TS              | 3  | Paolo Maldini         |     |
| CC              | 4  | Demetrio Albertini    |     |
| DC              | 5  | Alessandro Costacurta |     |
| DC              | 6  | Franco Baresi (C)     |     |
| CLD             | 7  | Gianluigi Lentini     |     |
| CC              | 8  | Frank Rijkaard        |     |
| AT              | 9  | Marco van Basten      | 86' |
| CLS             | 10 | Roberto Donadoni      | 55' |
| AT              | 11 | Daniele Massaro       |     |
| A disposizione: |    |                       |     |
| P               | 12 | Carlo Cudicini        |     |
| D               | 13 | Stefano Nava          |     |
| C               | 14 | Stefano Eranio        | 86' |
| C               | 15 | Alberico Evani        |     |
| A               | 16 | Jean-Pierre Papin     | 55' |
| Allenatore:     |    |                       |     |
| Fabio Capello   |    |                       |     |

## Classifica marcatori
Sono escluse le gare del turno preliminare.
| Gol |  | Minuti giocati | Giocatore        | Squadra             |
| --- |  | -------------- | ---------------- | ------------------- |
| 7   |  | 791'           | Romário          | PSV                 |
| 6   |  | 431'           | Marco van Basten | Milan               |
| 6   |  | 710'           | Alen Bokšić      | Olympique Marsiglia |
| 6   |  | 813'           | Franck Sauzée    | Olympique Marsiglia |
| 5   |  | 874'           | Johnny Ekström   | IFK Göteborg        |
| 4   |  | 297'           | Túlio            | Sion                |
| 4   |  | 360'           | Zé Carlos        | Porto               |
| 4   |  | 377'           | Marco Simone     | Milan               |
| 4   |  | 881'           | Gert Verheyen    | Club Bruges         |